# شونرمارک
شونرمارک (به آلمانی: Schönermark) یک شهر در آلمان است که در اوبرهافل واقع شده‌است. شونرمارک ۴۸۶ نفر جمعیت دارد.